# Франкфорт (округ Марафон, Вісконсин)
Франкфорт (англ. Frankfort) — місто (англ. town) в США, в окрузі Марафон штату Вісконсин. Населення — 635 осіб (2020).

## Демографія
Згідно з переписом 2010 року, у місті мешкало 670 осіб у 242 домогосподарствах у складі 193 родин. Було 249 помешкань
Расовий склад населення:
| - 97,3 % — білих - 0,9 % — чорних або афроамериканців - 0,3 % — азіатів |

До двох чи більше рас належало 0,6 %. Частка іспаномовних становила 2,4 % від усіх жителів.
За віковим діапазоном населення розподілялося таким чином: 27,3 % — особи молодші 18 років, 59,1 % — особи у віці 18—64 років, 13,6 % — особи у віці 65 років та старші. Медіана віку мешканця становила 38,4 року. На 100 осіб жіночої статі у місті припадало 108,1 чоловіків;  на 100 жінок у віці від 18 років та старших — 110,8 чоловіків також старших 18 років.
Середній дохід на одне домашнє господарство  становив 75 102 долари США (медіана — 62 222), а середній дохід на одну сім'ю — 83 635 доларів (медіана — 68 281). Медіана доходів становила 50 391 долар для чоловіків та 30 625 доларів для жінок. За межею бідності перебувало 4,1 % осіб, у тому числі 0,0 % дітей у віці до 18 років та 7,6 % осіб у віці 65 років та старших.
Цивільне працевлаштоване населення становило 339 осіб. Основні галузі зайнятості: виробництво — 21,2 %, сільське господарство, лісництво, риболовля — 20,9 %, освіта, охорона здоров'я та соціальна допомога — 13,9 %, роздрібна торгівля — 8,3 %.